# 三宅静雄
三宅 静雄（みやけ しずお、1911年（明治44年）2月26日 - 1999年（平成11年）7月31日）は、日本の物理学者。専門は結晶物理学。東京大学物性研究所第3代所長。東京大学名誉教授。岡山県岡山市生まれ。

## 経歴
静岡県立静岡中学校、旧制静岡高等学校を経て、1933年（昭和8年）、東京帝国大学理学部物理学科卒業。同年3月、理学部助手、1934年（昭和9年）、理化学研究所研究生、1940年（昭和15年）、小林理学研究所研究員、1942年（昭和17年）、理学博士(東京帝国大学)。1949年（昭和24年）東京工業大学教授、1957年（昭和32年）東京大学物性研究所教授、1965年（昭和40年）、同所長、1971年（昭和46年）定年退職、東京大学名誉教授。東京理科大学理工学部でも教鞭を取った。日本物理学会名誉会員。

## 著書・編著
- 『実験物理学講座』共立、1991年9月。[1]
- 『新編基礎物理学実験』産業図書、1989年3月。[1]
- 『基礎物理学実験』産業図書、1988年3月。[1]
- 『物理学概説』サイエンス社、1980年12月。[1]
- 『物理学通論』サイエンス社、1976年9月。[1]
- 『物理学通論』サイエンス社、1975年。[1]
- 『物理学通論』サイエンス社、1975-1976。[1]

## 訳書
- 『永久運動の世界 : 電子・原子の不思議なふるまい』。アレックス・T.スチュワート 著：三宅静雄 訳 河出書房新社 1968年[1]